# 祖母島站

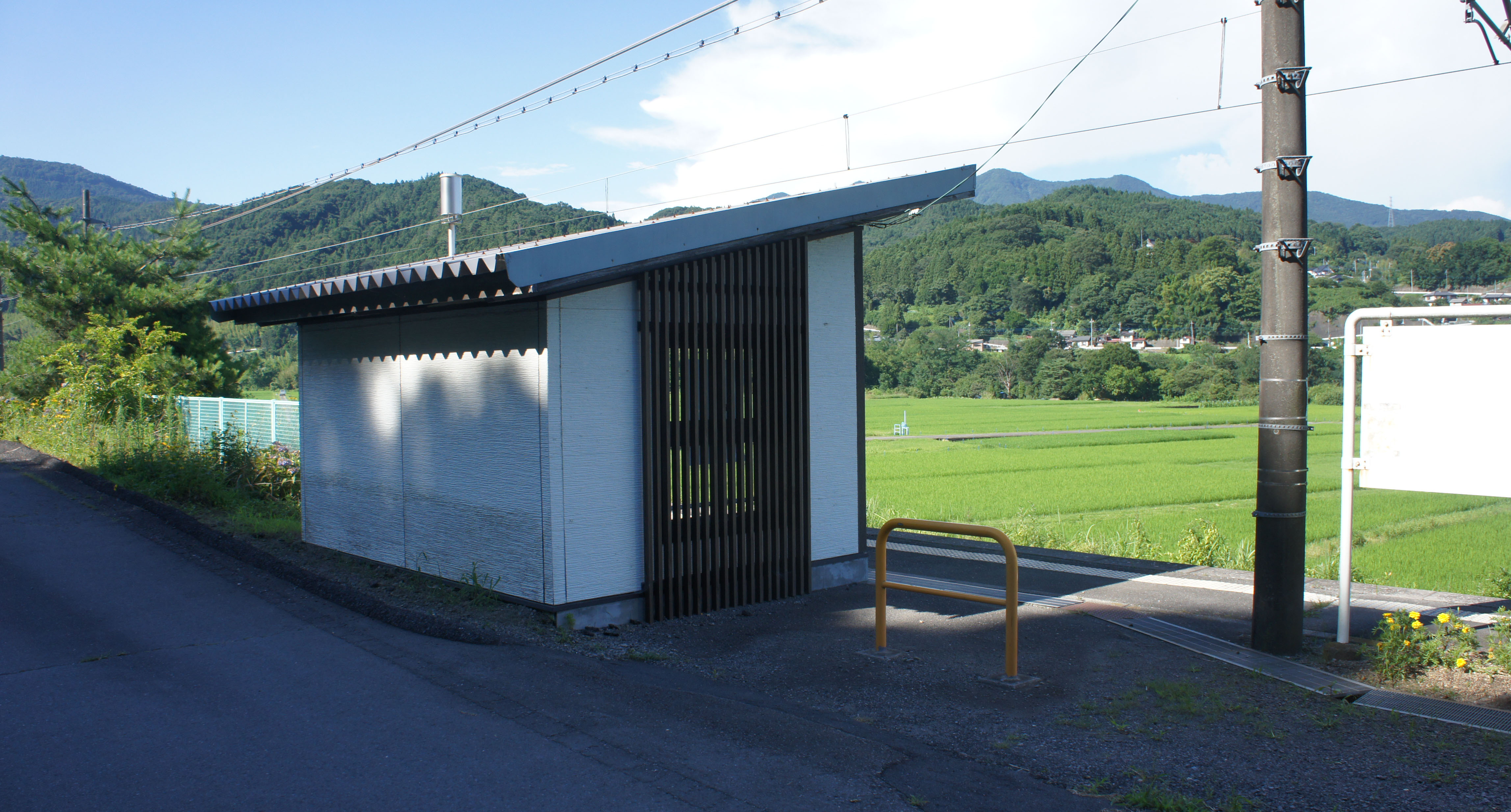
車站入口（2021年7月）

祖母島站（日语：／ Ubashima eki */?）是位於群馬縣澀川市祖母島292番地，東日本旅客鐵道（JR東日本）的吾妻線車站。

## 歷史
- 1959年（昭和34年）2月10日：車站啟用[1]。
- 1987年（昭和62年）4月1日：伴隨國鐵分割民營化，車站由東日本旅客鐵道（JR東日本）營運[2]。
- 2014年（平成26年）10月1日：此站編入至東京近郊區間[3]。

## 車站構造
車站是一座地面車站，設有1面1線的單式月台。
此站是由澀川站管理的無人車站。月台上設有候車室。車站東邊（澀川方向）的路軌與上越新幹線相交（為上越新幹線榛名隧道和中山隧道之間的高架橋區間）。

## 使用狀況
以下為1日平均乘車人次：
| 年度   | 一日平均 乘車人次 |
| ------ | ----------------- |
| 2002年 | 36                |
| 2003年 | 35                |
| 2004年 | 31                |
| 2005年 | 33                |
| 2006年 | 26                |
| 2007年 | 27                |
| 2008年 | 26                |
| 2009年 | 24                |
| 2010年 | 20                |
| 2011年 | 17                |

## 車站周邊
- 七社神社
- 木之間道祖神
- 道之驛小野子（日语：道の駅おのこ）
- 吾妻川（日语：吾妻川）
- 群馬縣道35號澀川東吾妻線（日语：群馬県道35号渋川東吾妻線）
- 吾妻木質生物發電廠[1]

## 巴士路線
祖母島站入口巴士站（距離車站約500米的群馬縣道35號上）
| 乘車場 | 系統             | 主要途經                     | 目的地 | 巴士公司     | 備註                 |
| ------ | ---------------- | ---------------------------- | ------ | ------------ | -------------------- |
|        | 神田原、祖母島線 | 神田原、金島站、阿久津       | 澀川站 | 澀川市鎮巴士 | 左回，星期日暫停服務 |
|        | 神田原、祖母島線 | 祖母島立場前、金島站、阿久津 | 澀川站 | 澀川市鎮巴士 | 右回，星期日暫停服務 |

## 相鄰車站
東日本旅客鐵道（JR東日本）
■吾妻線
金島－祖母島－小野上

## 注腳
1. 1 2 3 4 5 6  . 週刊朝日百科. 12号 大宮駅・野辺山駅・川原湯温泉駅ほか. 朝日新聞出版. 2012-10-28: 23 （日语）.
2. ↑  『交通年鑑 昭和63年版』 交通協力會，1988年3月。
3. ↑   (PDF) (新闻稿). 東日本旅客鐵道. 2014-05-26  [2020-05-24]. （原始内容 (PDF)存档于2019-06-29） （日语）.
4. ↑  群馬縣統計年鑑

## 外部連結
- 車站資訊（祖母島）：東日本旅客鐵道